# アオガン

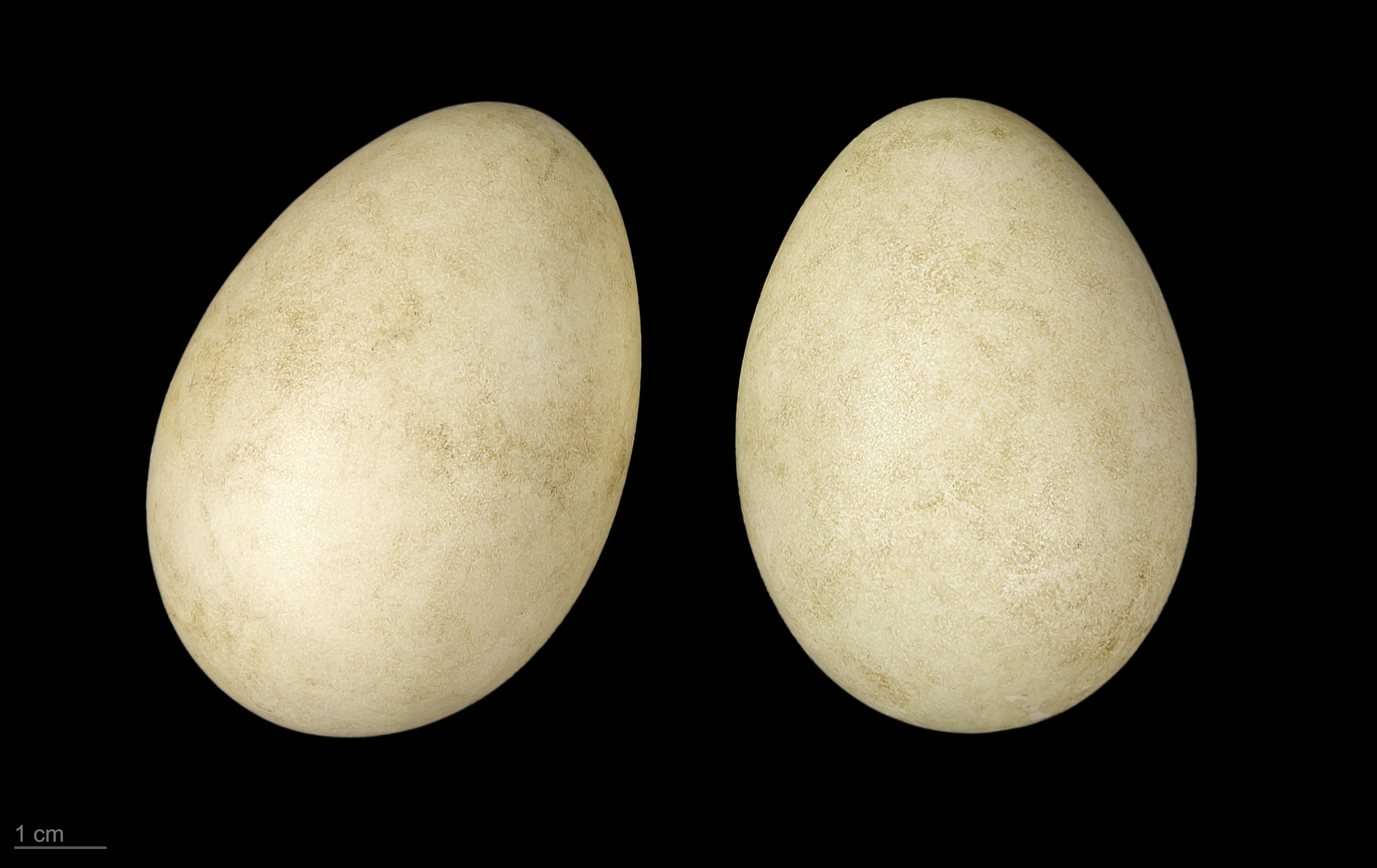
Branta ruficollis

アオガン（蒼雁、Branta ruficollis）は、カモ目カモ科コクガン属に分類される鳥類。

## 分布
アゼルバイジャン、イラン北部、ウクライナ、ウズベキスタン、カザフスタン、ギリシャ北東部、トルコ、ブルガリア、ルーマニア東部、ロシア
夏季にシベリア北東部で繁殖し、冬季になるとアラル海やカスピ海、黒海西部の沿岸域に南下し越冬する。
日本でも、北海道・東北地方で記録がある。

## 形態
全長55センチメートル。翼長オス34.2-39センチメートル、メス34.2-36センチメートル。翼開張125センチメートル。体重1.4キログラム。上面や腹部の羽衣は黒い。眼先から喉、前頸、胸部にかけての羽衣は暗赤褐色。種小名ruficollisは「赤い首の」の意。眼先に白い楕円形の斑紋、頬から頸部にかけて白い縦縞が入る。尾羽基部を被う羽毛（上尾筒、下尾筒）の色彩は白く、尾羽の色彩は黒い。
虹彩は褐色。嘴や後肢の色彩は黒い。

## 生態
食性は植物食で、植物の茎、葉などを食べる。
繁殖形態は卵生。複数のペアによる小規模な集団繁殖地（コロニー）を形成し、キツネから巣を守るためハヤブサと共生することもある。ツンドラの地表に巣を作り、5-6月に3-9個の卵を産む。メスのみが抱卵し、抱卵期間は23-25日。メスが抱卵中は、オスが巣の周囲を防衛する。

## 人間との関係
越冬地では麦を食害する害鳥とみなされることもある。
開発による生息地の破壊、乱獲、農薬によるハヤブサの減少などにより生息数は減少している。1975年における生息数は15,000羽と推定されている。